# Coenagriocnemis rufipes
Coenagriocnemis rufipes – gatunek ważki z rodziny łątkowatych (Coenagrionidae). Endemit wyspy Mauritius.